# JA Ranch

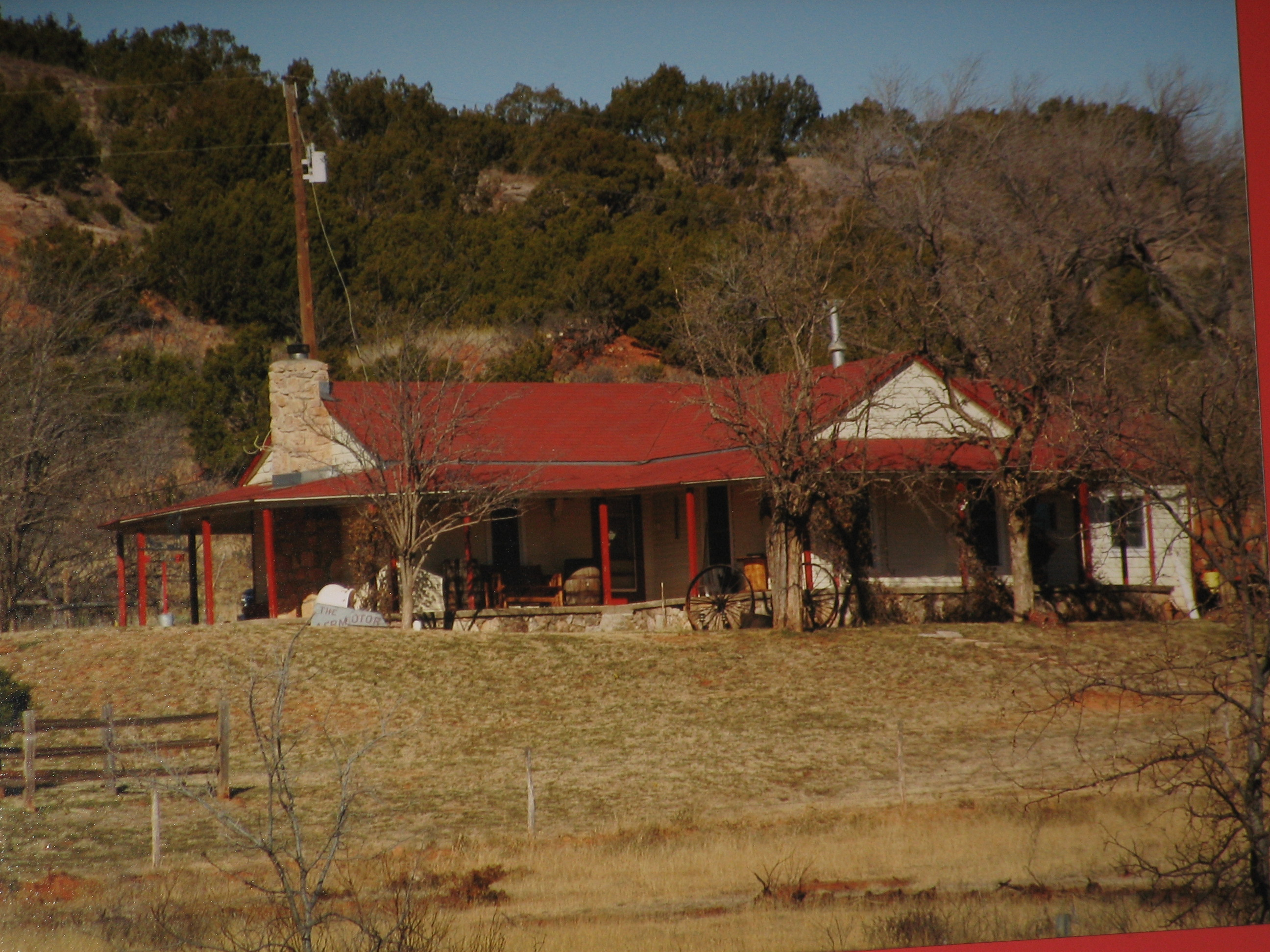
Il JA Ranch in una foto del 2008

Il JA Ranch, fondato da John George Adair e Charles Goodnight, è il più antico ranch di proprietà privata all'interno del canyon di Palo Duro nel Texas Panhandle, a sud-est di Amarillo. Al suo massimo splendore nel 1883, il JA, ancora gestito dai discendenti della famiglia di Adair, si estendeva per circa 1 335 000 acri (5 400 km²) di terra in sei contee e un allevamento di 100 000 bovini. Il nome "JA" deriva dalle iniziali di John Adair, un uomo d'affari irlandese. Goodnight gestì e ampliò il ranch, mentre Adair fornì il capitale circolante. Alla morte di Adair, sua moglie, l'ex Cornelia Wadsworth Ritchie, rilevò l'interesse di Adair per il JA. Nel 1888, Goodnight lasciò l'accordo per istituire il proprio ranch e, nel tempo, si avventurò anche in altre attività commerciali. Il ranch fu aggiunto al National Register of Historic Places della contea di Armstrong nel Texas, nel 1966.